# Iwan Kożedub
Iwan Nikitowicz Kożedub, ukr. Іван Микитович Кожедуб (ur. 8 czerwca 1920 w Obrażijiwce, zm. 8 sierpnia 1991 w Moskwie) – radziecki pilot pochodzenia ukraińskiego, czołowy aliancki as myśliwski II wojny światowej (największa liczba zwycięstw powietrznych spośród pilotów koalicji antyhitlerowskiej), marszałek lotnictwa, deputowany do Rady Najwyższej ZSRR 2., 3., 4. i 5. kadencji. Trzykrotny Bohater Związku Radzieckiego.

## Życiorys

### Dzieciństwo i młodość

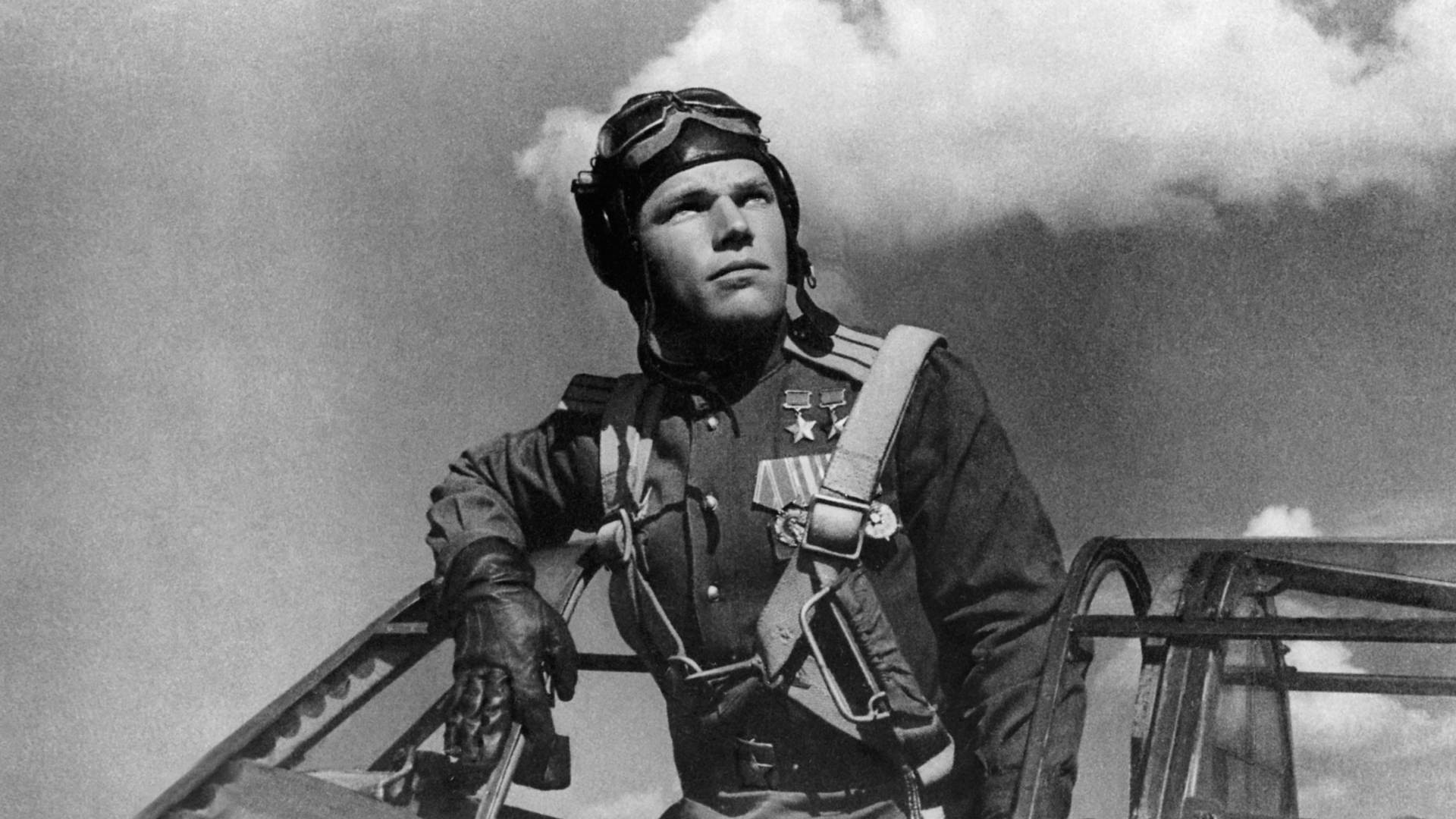
Iwan Kożedub pozujący do zdjęcia w swoim samolocie w czasie II wojny światowej

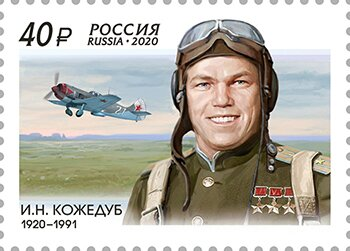
Rosyjski znaczek pocztowy z wizerunkiem Iwana Kożeduba z 2020

Z pochodzenia Ukrainiec, urodził się 8 czerwca 1920 we wsi Obrażijiwka w obwodzie sumskim położonym wówczas na terytorium Ukraińskiej Republiki Ludowej w rodzinie chłopskiej, jako najmłodszy z pięciorga dzieci. W 1940 ukończył technikum chemiczne i kurs pilotażu w aeroklubie. Wstąpił następnie do Armii Czerwonej i w 1941 ukończył wojskową szkołę pilotażu, po czym służył w niej jako instruktor.

### II wojna światowa
Po ataku Niemiec na ZSRR w czerwcu 1941 ewakuowany wraz ze szkołą do Azji Środkowej, zgłaszał jednak prośby przeniesienia na front. W końcu w listopadzie 1942 w stopniu sierżanta przydzielony do 240 pułku lotnictwa myśliwskiego (240 IAP) 302 dywizji myśliwskiej (302. IAD). W marcu 1943 wraz z dywizją trafił na Front Woroneski.
Pierwszy lot bojowy odbył 26 marca 1943, lecz bez sukcesów, a co więcej, jego myśliwiec Ła-5 (nr 75) został uszkodzony w walce, zdołał jednak wylądować. Następnie jego jednostka latała w składzie 5 Armii Powietrznej Frontu Stepowego. Pierwsze zwycięstwo Kożedub, już w stopniu podporucznika, uzyskał 6 lipca 1943 podczas bitwy pod Kurskiem, zestrzeliwując bombowiec Ju 87, następnego dnia drugi, a 9 lipca dwa myśliwce Bf 109. W sierpniu został dowódcą eskadry w 240. IAP.
4 lutego 1944 uzyskał tytuł Bohatera Związku Radzieckiego, z Orderem Lenina i Złotą Gwiazdą, za 146 lotów bojowych i 20 zestrzelonych samolotów. W maju 1944 latał w stopniu kapitana na Ła-5FN (nr 14), będącym darem kołchoźnika W. Koniewa.
W lipcu Kożedub został zastępcą dowódcy 176 Gwardyjskiego pułku myśliwskiego (176 GIAP) 302 Dywizji, przezbrojonego na nowe myśliwce Ła-7 i latającego w składzie 16 Armii Powietrznej 1 Frontu Białoruskiego. Kożedub latał na samolocie o numerze 27. 19 sierpnia 1944 uzyskał drugą Złotą Gwiazdę za 256 lotów bojowych i 48 zestrzelonych samolotów.
Według danych rosyjskich 12 lutego 1945 Kożedub w parze z por. W. Gromakowskim podjął walkę z trzynastoma myśliwcami Fw 190 i zestrzelił trzy z nich, a jego skrzydłowy dwa. 19 lutego Kożedub strącił myśliwiec odrzutowy Me 262 (z I./KG(J)54). W walkach nad Berlinem 17 kwietnia zestrzelił dwa ostatnie Fw 190, zamykając „konto” wynikiem 62 oficjalnie uznanych samolotów niemieckich.

### Okres powojenny
Wojnę ukończył w stopniu majora, odbył 330 lotów bojowych i zestrzelił 62 samoloty, co stanowi najlepszy wynik wśród asów państw alianckich. Sam nie był ani razu zestrzelony. 18 sierpnia 1945 został odznaczony po raz trzeci Medalem Złotej Gwiazdy za osiągnięcia bojowe i odwagę.
Po wojnie służył nadal w radzieckich Siłach Powietrznych. W 1949 ukończył Akademię Lotnictwa Wojskowego Czerwonego Sztandaru, a w 1956 Akademię Wojenną Sztabu Generalnego. W okresie wojny koreańskiej dowodził 324 Dywizją Lotnictwa Myśliwskiego (64 Korpusu Lotnictwa Myśliwskiego), walczącą w Korei, lecz jemu samemu zakazano latać bojowo.
W latach 1964–1971 był pierwszym zastępcą dowódcy lotnictwa Moskiewskiego Okręgu Wojskowego. Od 1971 służył we władzach centralnych lotnictwa wojskowego, od 1978 w grupie generalnych inspektorów Ministerstwa Obrony ZSRR. W 1985 awansowany na stopień marszałka lotnictwa. Od 1943 był członkiem WKP(b). Był też członkiem prezydium centralnego komitetu Aeroklubu ZSRR (DOSAAF) i deputowanym do Rady Najwyższej ZSRR. Napisał książki: Służu Rodinie (Służę Ojczyźnie) i Wiernost' Otcziznie (Wierność Ojczyźnie).
Zmarł 8 sierpnia 1991 w Moskwie i tam został pochowany na cmentarzu Nowodziewiczym.

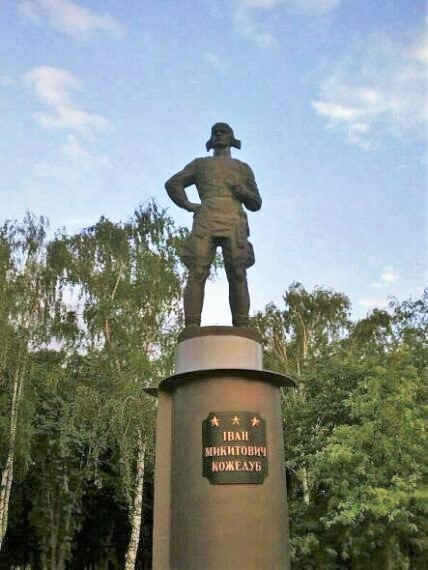
Pomnik Kożeduba w Sumach, znajdujący się na terenie parku noszącego jego imię

## Odznaczenia

### Związek Radziecki
- Złota Gwiazda Bohatera Związku Radzieckiego – trzykrotnie (4 lutego 1944[1], 18 sierpnia 1944, 19 sierpnia 1945)
- Order Lenina – dwukrotnie
- Order Czerwonego Sztandaru – siedmiokrotnie
- Order Aleksandra Newskiego
- Order Wojny Ojczyźnianej I klasy,
- Order Czerwonej Gwiazdy – dwukrotnie
- Order „Za służbę Ojczyźnie w Siłach Zbrojnych ZSRR” II klasy
- Order „Za służbę Ojczyźnie w Siłach Zbrojnych ZSRR” III klasy
- Medal „Za zasługi bojowe”
- Medal jubileuszowy „W upamiętnieniu 100-lecia urodzin Władimira Iljicza Lenina”
- Medal „Za zwycięstwo nad Niemcami w Wielkiej Wojnie Ojczyźnianej 1941–1945”
- Medal jubileuszowy „Dwudziestolecia zwycięstwa w Wielkiej Wojnie Ojczyźnianej 1941–1945”
- Medal jubileuszowy „Trzydziestolecia zwycięstwa w Wielkiej Wojnie Ojczyźnianej 1941–1945”
- Medal jubileuszowy „Czterdziestolecia zwycięstwa w Wielkiej Wojnie Ojczyźnianej 1941–1945”
- Medal „Za zdobycie Berlina”
- Medal „Za wyzwolenie Warszawy”
- Medal „Weteran Sił Zbrojnych ZSRR”
- Medal „Za umacnianie braterstwa broni”
- Medal jubileuszowy „30 lat Armii Radzieckiej i Floty”
- Medal jubileuszowy „40 lat Sił Zbrojnych ZSRR”
- Medal jubileuszowy „50 lat Sił Zbrojnych ZSRR”
- Medal jubileuszowy „60 lat Sił Zbrojnych ZSRR”
- Medal jubileuszowy „70 lat Sił Zbrojnych ZSRR”
- Medal „W upamiętnieniu 800-lecia Moskwy”
- Medal „W upamiętnieniu 1500-lecia Kijowa”
- Medal „Za nienaganną służbę” I klasyPopiersie Iwana Kożeduba zainstalowane w jego rodzinnej miejscowości

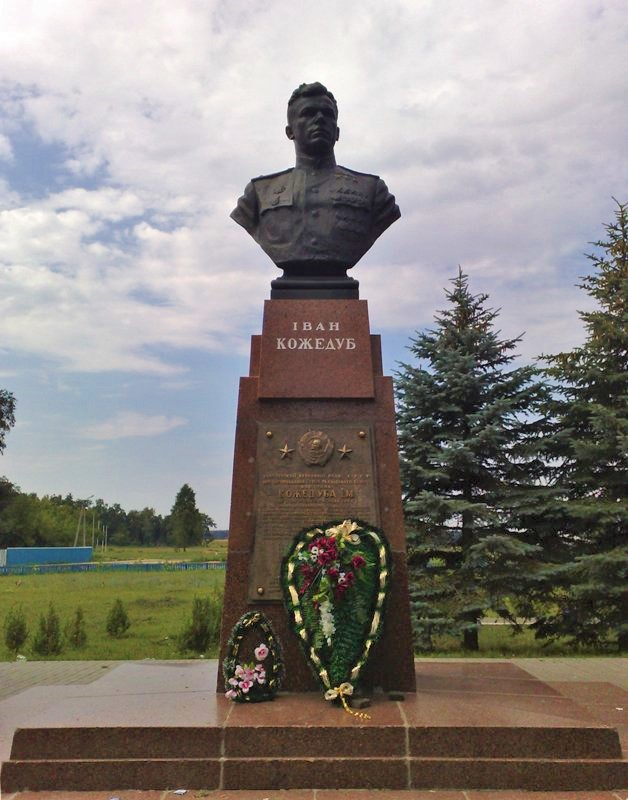
Popiersie Iwana Kożeduba zainstalowane w jego rodzinnej miejscowości

### Zagraniczne
- Krzyż Kawalerski Orderu Odrodzenia Polski
- Order Wolności i Niepodległości I klasy (Koreańska Republika Ludowo-Demokratyczna)
- Order Flagi Narodowej III klasy (Koreańska Republika Ludowo-Demokratyczna)
- Order Czerwonego Sztandaru (Mongolska Republika Ludowa)
- Medal 50 lat Mongolskiej Armii Ludowej (Mongolska Republika Ludowa)
- Złoty Order Zasługi dla Ojczyzny (Niemiecka Republika Demokratyczna)
- Medal Przyjaźni Chińsko-Radzieckiej (Chińska Republika Ludowa)

## Upamiętnienie
- Jest patronem założonego w 2003 Charkowskiego Narodowego Uniwersytetu Sił Powietrznych. 12 listopada 2010 na terenie uczelni zainstalowano pomnik marszałka Kożeduba.
- Po pomarańczowej rewolucji wybuchł spór między Rosją a Ukrainą o prawo do posiadania pamięci o wielkim pilocie[2]. Wcześniej, przed 2005, władze ukraińskie nie rościły sobie większych praw do postaci marszałka[2].
- Władze ukraińskie świętowały na szczeblu państwowym 90. rocznicę urodzin marszałka Iwana Kożeduba[3]. 8 maja 2010 uroczyście odsłonięto jego pomnik w parku Wiecznej Chwały w Kijowie[2].
- 8 czerwca 2010 w mieście Szostka zainstalowano popiersie marszałka[2].
- Jego imieniem został nazwany park w Sumach, gdzie znajduje się również postawiony ku jego czci pomnik[2].
- Brązowe popiersie Iwana Kożeduba znajduje się na terenie jego rodzinnej wsi Obrażijiwki[4].
- W 2010 Narodowy Bank Ukrainy wydał monetę pamiątkową z jego wizerunkiem o nominale 2 hrywien.
- Jest patronem ulic w Moskwie, Dnieprze, Łucku[5], Siemiłukach, Bałaszyce, Saławacie, Ust-Kamienogorsku, Ałmaty oraz Szymkencie.
- W 2018 na terenie wojskowej bazy lotniczej w Kubince zainstalowano tablicę pamiątkową i popiersie Iwana Kożeduba[6].
- W 2020 poczta rosyjska wydała znaczek z jego wizerunkiem.